# Dad Dáger
Dad Cristina Dáger Pieri (12 de agosto de 1967, Caracas, Venezuela), conocida artísticamente como Dad Dáger, es una actriz venezolana.

## Biografía
Hija de Celsa Pieri (Primera Finalista del Miss Venezuela 1956) y sobrina de Ida Pieri (Miss Venezuela 1958), esta actriz también es Licenciada en Arquitectura egresada de la Universidad José María Vargas. Ella comenzó sus estudios teatrales en California, Estados Unidos (en Ojai Theater y en Oak Grove School), cuando apenas era una adolescente. Luego, continuó su formación en Venezuela al realizar diversos cursos, tales como Taller del actor de Enrique Porte, Taller de actuación con Quimera Teatro y Taller de voz y dicción con Gonzalo J. Camacho. Hablar de Dad Dáger es mencionar a RCTV puesto que en la memoria no se puede obviar detalles de lo magnífico de su trabajo, solo por hacer referencia a algunos: la hermosa gitana de La Inolvidable, junto a Alberto Alifa fue espectacular; en Reina de corazones como la mejor amiga de la protagonista; con Mujer secreta, demostró junto a Carlos Cámara Jr. que el talento lo lleva en la sangre; para el nuevo milenio Mis 3 hermanas fue las más seguida del año y allí junto a sus gemelas fue la hermana mayor del clan Estrada; su etapa de villanas en Radio Caracas Televisión tiene a la sensual y chabacana de Viva la Pepa; también está la perversa Manuela, mujer con un alto grado de enfermedad mental, villana y uno de los ejes centrales de la historia que envolvía a Trapos íntimos; su rol de la dulce prostituta con corazón noble Violeta de Estrambótica Anastasia, también interpreta a Ivanna Galván en Libres como el viento.
Dáger se fue un tiempo no muy prolongado de RCTV Internacional, para formar parte del elenco de la serie juvenil Isa TKM, producción que para la actriz significó una experiencia muy enriquecedora y provechosa.
Su paso por la serie le permitió además tener la posibilidad de palpar la producción en otro canal que no fuera su casa de años RCTV Internacional, por lo que asegura haberse sentido satisfecha con esa oportunidad actoral.
Luego la actriz, cuya facilidad para interpretar cualquier personaje le ha garantizado un gran puesto dentro del mundo de la actuación, decidió hacer una obra de teatro, la cual por algunos pormenores no pudo presentar.

## Filmografía
| Televisión | Televisión             | Televisión                                   | Televisión |
| Año        | Título                 | Rol                                          |            |
| ---------- | ---------------------- | -------------------------------------------- | ---------- |
| 1992-1994  | Por estas calles       | Maestra Andrade                              |            |
| 1994-1995  | De oro puro            | Rovenna                                      |            |
| 1994-1995  | Pura sangre            | Aura Guillén                                 |            |
| 1996       | La Inolvidable         | Azucena                                      |            |
| 1998-1999  | Reina de corazones     | Catalina "Katy" Monsalve                     |            |
| 1999       | Mujer secreta          | Cecilia Valladares de Espinoza               |            |
| 2000       | Mis 3 hermanas         | Silvia Estrada Morandi de Salas              |            |
| 2001       | Viva la Pepa           | Yakionassi Guaramato                         |            |
| 2002       | Trapos íntimos         | Manuela Andueza / Soledad Andueza de Lobo    |            |
| 2004       | Estrambótica Anastasia | Violeta Silva                                |            |
| 2005-2006  | Amantes                | Leonor Rivera                                |            |
| 2007       | Camaleona              | Claudia Ferrari de Luzardo / Octavia Ferrari |            |
| 2008-2009  | Isa TKM                | Estela Ruiz                                  |            |
| 2009       | Libres como el viento  | Ivanna Galván                                |            |
| 2012       | Relaciones peligrosas  | Clementina de Máximo                         |            |
| 2013-2014  | Marido en alquiler     | Paloma Ramos Silva                           |            |
| 2014-2015  | Tierra de reyes        | Miranda Luján de Saldívar                    |            |
| 2017       | La fan                 | Patricia                                     |            |
| 2017-2018  | Sangre de mi tierra    | Susan Acosta                                 |            |